# Російсько-турецька війна (1877—1878)
Російсько-турецька війна 1877—1878 років (також Російсько-османська війна 1877—1878 років) — збройний конфлікт між Російською і Османською імперіями за вплив над країнами Дунайського басейну та Балканського півострова.

## Передумови

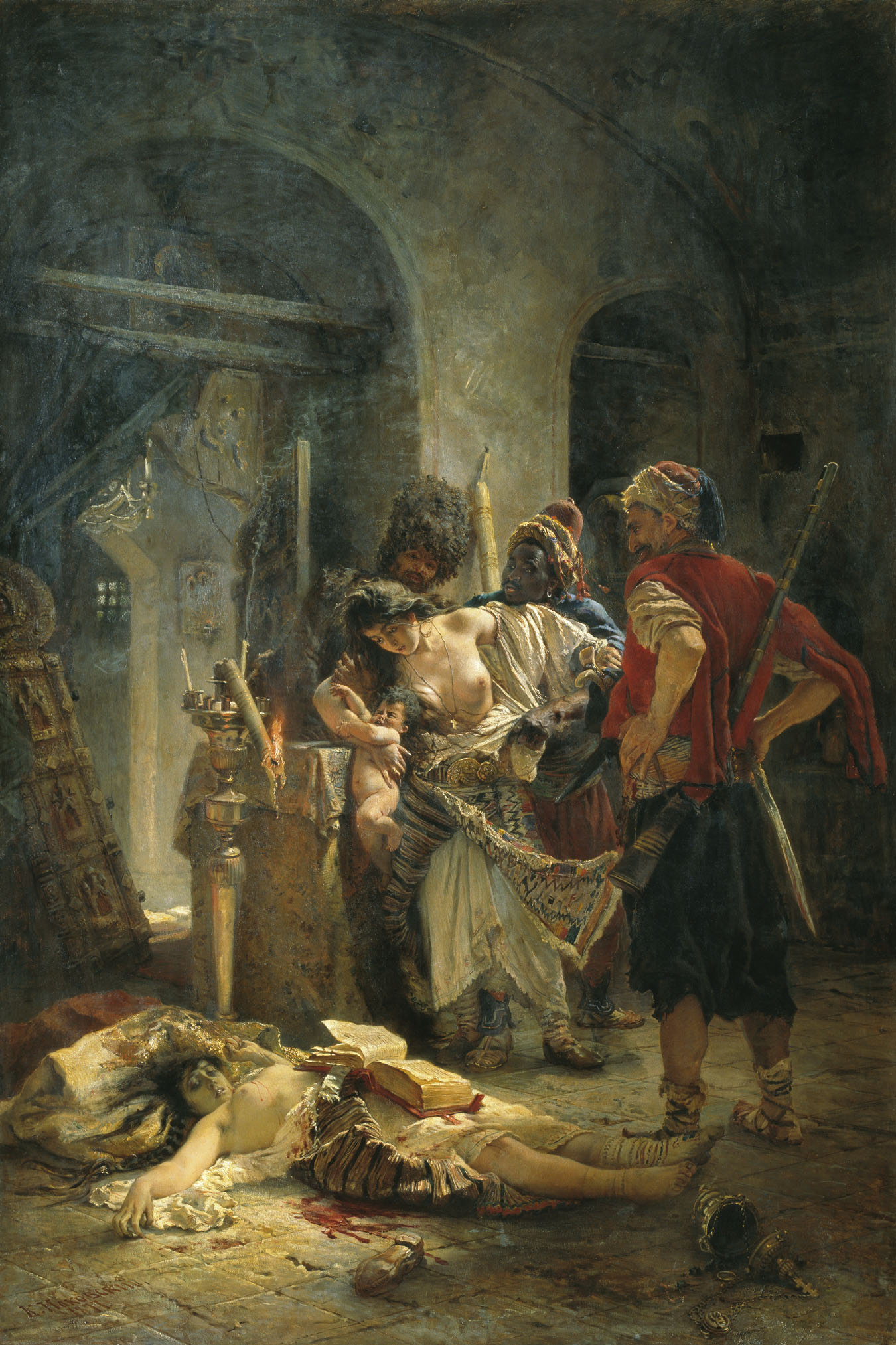
«Болгарські мучениці». Картина Костянтина Маковського (1877 рік). Зображує зґвалтування жінок башибузуками в Болгарії під час придушення Квітневого повстання (1876), послужило закликом для мобілізації громадської підтримки російсько-османської війни (1877—1878) за декларовану ціль — звільнення болгар.

Війна була викликана підйомом національно-визвольного руху на Балканах і загостренням міжнародних протиріч. Повстання проти османського панування у Боснії та Герцеговині (1875—1878) та Болгарії (1876) викликали широкий громадський рух у Російській імперії на підтримку слов'янських народів. Царський уряд із метою посилення свого впливу на Балканах виступив на підтримку повсталих. Велика Британія прагнула зіштовхнути Російську імперію з Османською імперією і скористатися у своїх інтересах ослабленням обох країн.
У червні 1876 року почалася сербо-османська війна, в якій Сербія зазнала поразки. Щоб врятувати її від загибелі, Російська імперія 19 (31 жовтня) 1876 року висунула Османській імперії вимогу укласти перемир'я із Сербією, яку Османська імперія прийняла, але у грудні 1876 року під впливом Великої Британії відмовилася від виробленого міжнародною Константинопольською конференцією послів у Стамбулі проєкту мирного врегулювання східної кризи.
У березні 1877 року Російська імперія уклала з Австро-Угорщиною, яка зберігала нейтралітет, секретну Будапештську конвенцію. Росія погодилася на заняття Австро-Угорщиною Боснії і Герцеговини в обмін на невтручання у військові дії проти Османської імперії. У березні Російська імперія уклала угоду з Румунією про пропуск російських військ через її територію. У квітні 1877 року султан відкинув новий проєкт реформ для балканських слов'ян, створений з ініціативи Російської імперії. 12 (24 квітня) Російська імперія оголосила війну Османській імперії.
В основу військових дій на суші було покладено план начальника Головного штабу генерал-лейтенанта Н. Обручева. Цей план передбачав розгортання головних сил у складі двох армій (250—300 тис. вояків) на Балканському театрі, форсування Дунаю і наступ першої армії на Константинополь з метою його захоплення і примусу султанського уряду до укладення миру. На досягнення Константинополя відводилося 4—5 тижнів. Друга армія мала забезпечувати тил першої і діяти проти османських військ на правому березі Дунаю.
Російський Чорноморський флот практично не мав кораблів, придатних для активних морських операцій. Єдині його броненосці — дві круглі «поповки» — могли вести бойові дії тільки поблизу своїх берегів. Дерев'яні гвинтові корвети (4 одиниці) застаріли, всі вони були тихохідні (8—10 вузлів). Крім цих кораблів, у розпорядженні головнокомандувача Чорноморського флоту, віцеадмірала М. А. Аркаса, перебували яхта «Лівадія», 7 пароплавів, 12 гвинтових шхун і 2 тендери. З огляду на слабкість Чорноморського флоту, російське військове командування покладало на нього обмежені завдання: спільну з армією оборону узбережжя Чорного моря і забезпечення форсування Дунаю.

## Події

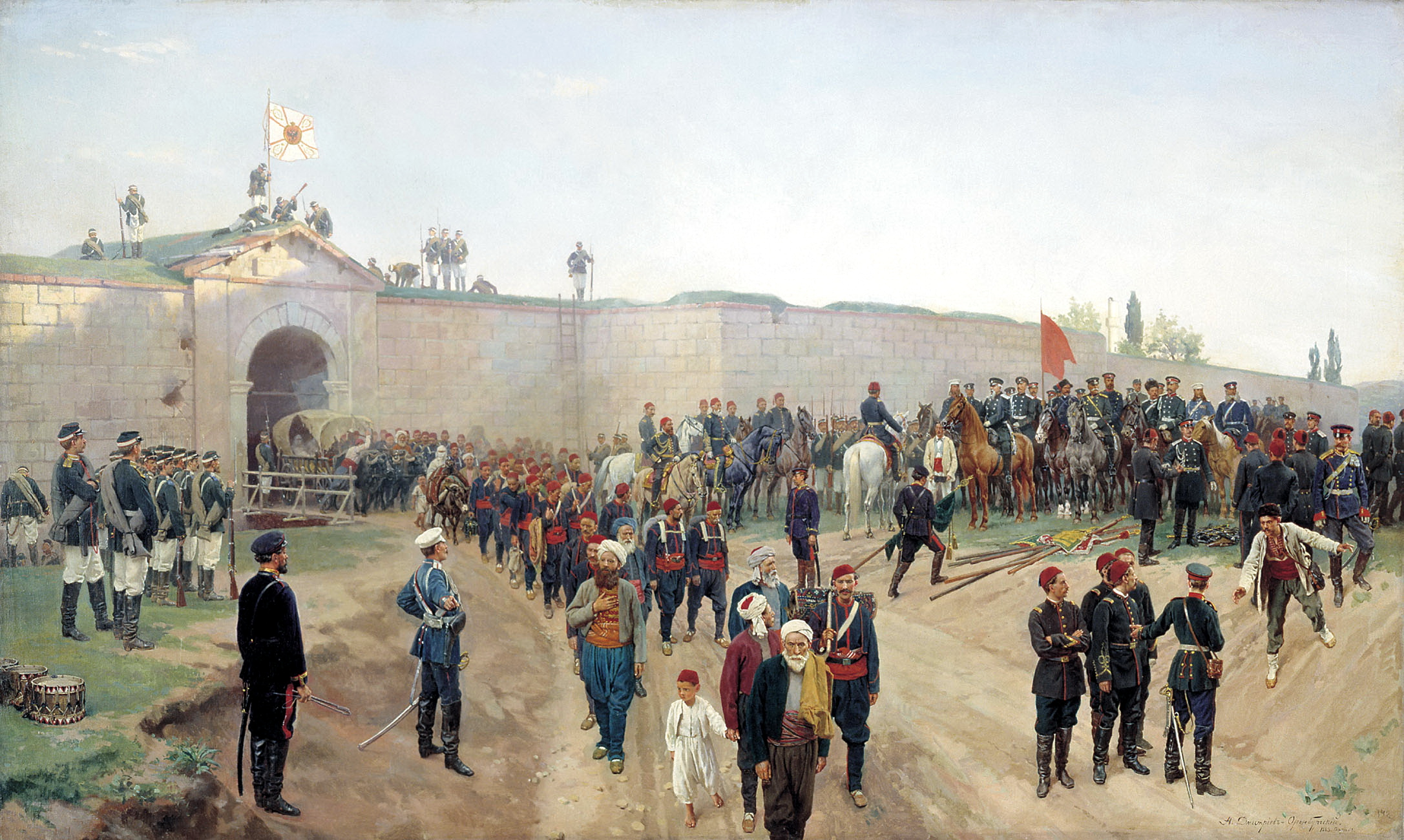
Здача Нікопола 4 липня 1877 року. Малюнок Миколи Дмитрієв-Оренбургського (1883)

На боці Російської імперії виступила Румунія, але її війська активно почали діяти лише з серпня. На початку червня російські війська (185 тисяч вояків) під командуванням великого князя Миколи Миколайовича Старшого зосередилися на лівому березі Дунаю, маючи головні сили в районі Зімніча. Сили османської армії під командуванням Абдулкерім-Надір-паші були рівними за чисельністю російській армії.
На Кавказі сили сторін також були майже рівні: російська Кавказька армія під командуванням великого князя Михайла Миколайовича — близько 100 тисяч вояків. Османська армія Мухтара-паші — близько 90 тисяч вояків. Хоча за бойовою підготовкою російська армія перевершувала супротивника, але поступалася йому за якістю озброєння (османські війська були озброєні новітніми англійськими та американськими гвинтівками).
Була активною підтримка російської армії народами Балкан і Південного Кавказу, у складі її діяли болгарське ополчення, вірменська та грузинська міліція. 10 (22 червня) російський корпус (Нижньодунайський загін) переправився через Дунай поблизу Галаца і Браїлова і незабаром зайняв Північну Добруджу. У ніч на 15 (27 червня) російські війська під командуванням генерала М. І. Драгомирова форсували Дунай у районі Зимниці, а потім тут переправились головні сили армії, але їх виявилося недостатньо для рішучого наступу через Балканський хребет.
Для цього було виділено лише передовий загін генерала Й. В. Гурка (12 тисяч вояків). Для забезпечення флангів були створені 45-тисячний східний та 35-тисячний західний загони. Інші сили перебували у Добруджі, на лівобережжі Дунаю або на підході. Передовий загін 25 червня (7 липня) зайняв Тирново, а 2 (14 липня) перейшов Балкани через Хайнкейський перевал.
Незабаром був зайнятий Шипкинський перевал, куди був висунутий південний загін (20 тисяч вояків, в серпні — 45 тисяч). Шлях на Константинополь був відкритий, але достатніх сил для наступу за Балкани не було. Передовий загін зайняв Ескі-Загру, але незабаром сюди підійшов перекинутий з Албанії османський 20-тисячний корпус Сулеймана-паші. Після запеклого бою поблизу Ескі-Загри, в якому відзначилися болгарські ополченці, передовий загін відійшов до Шипки. Російські війська на Балканах перейшли до оборони. Західний загін оволодів Никополом, але не встиг зайняти Плевну, куди з Видина підійшов 15-тисячний корпус Османа-паші. Погано підготовлені штурми Плевни 8 (20 липня) і 18 (30 липня) скінчилися повною невдачею.
На Кавказі російські війська в квітні—травні зайняли Баязет, Ардаган і блокували Карс. Але розпорошення сил на три відділи, що діяли на самостійних напрямках, ускладнили закріплення успіху. Оточення османами Баязета і наступ переважаючих сил противника призвели до відходу російських військ до кордону і переходу до оборони.
На Балканському театрі османське командування намагалося в серпні організувати контрнаступ, але успіху не домоглося. Російські війська в завзятих боях утримали позиції на Шипці й відбили наступ османської армії проти східного загону.
На Кавказі наступ османської армії було зупинено, а 1—3 (13—15) жовтня вона була розгромлена в битві при Аладжі. Російські війська перейшли в наступ і в ніч на 6 (18 листопада) штурмом заволоділи Карсом, а потім вийшли до Ерзуруму.
На Балканському театрі війни новий штурм Плевни 30—31 серпня (11—12 вересня) закінчився невдачею і російські війська перейшли до щільної блокаді Плевни, яка закінчилася 28 листопада (10 грудня) капітуляцією її гарнізону. Російська армія, що налічувала 314 тисяч вояків проти понад 183 тисяч вояків супротивника, перейшла в наступ.
Відновила воєнні дії проти Османської імперії і сербська армія. Західний загін генерала Гурка (71 тисяч вояків) у винятково важких умовах перейшов через Балкани і 23 грудня 1877 року (4 січня 1878) зайняв Софію. У той же день почали наступ війська південного загону генерала Ф. Ф. Радецького і у битві при Шейново 27—28 грудня (8—9 січня) оточили і взяли в полон 30-тисячну армію Вессель-паші. 3—5 (15—17) січня 1878 в битві під Філіппополем (Пловдивом) була розбита армія Сулеймана-паші, а 8 (20 січня) російські війська зайняли Адріанополь.

## Наслідки
Ворожа Російській імперії позиція, зайнята Великою Британією та Австро-Угорщиною, і введення англійської ескадри у Мармурове море змусили царський уряд утриматися від заняття Константинополя. 19 лютого (3 березня) був підписаний вигідний для Російської імперії і балканських держав Сан-Стефанський мирний договір 1878 року, умови якого були значно урізані на Берлінському конгресі цього ж року.
Попри це війна мала велике значення для визволення народів Балкан від османського ярма та завоювання ними незалежності. Російська імперія повернула південну частину Бессарабії, втрачену після Кримської війни, і приєднала Карську область.

## Російсько-турецька війна 1877—1878 років у мистецтві

### Художня література
| Автор                    | Назва книги                                                   | Опис                                |
| ------------------------ | ------------------------------------------------------------- | ----------------------------------- |
| Валентин Пікуль          | Баязет (1960)                                                 | Головна тема — Баязетське сидіння   |
| Борис Акунін             | Турецький гамбіт (1998)                                       | Детективна версія Плевенських подій |
| В. І. Немирович-Данченко | Скобелев (1886) [Архівовано 1 жовтня 2009 у Wayback Machine.] | Спогади про генерала Скобелева      |
| Борис Васильєв           | Билі і небилиці                                               | Визволення Балкан                   |

### Кіно
| Фільм            | Дата       | Опис                                    |
| ---------------- | ---------- | --------------------------------------- |
| Герої Шипки      | 1954       | Кіно СРСР                               |
| Баязет           | 2003       | Російський телефільм                    |
| Турецький гамбіт | 2005, 2006 | Російський художній фільм та телесеріал |